# Sara Mustonen (Skirennläuferin)
Sara Kristiina Mustonen (* 23. Dezember 1962 in Rovaniemi; † 12. September 1979 in Hintertux, Österreich) war eine finnische Skirennläuferin. Sie ist mit ihrem ersten Platz im Slalom im Februar 1977 die jüngste finnische Meisterin im alpinen Skirennlauf.

## Biografie
Sara Mustonen gewann zwischen 1975 und 1979 insgesamt 25 finnische Meisterschaftsmedaillen, von denen 10 in der Frauenkategorie. An ihrem ersten Rennen nahm Mustonen schon als Fünfjährige teil und war immer die Beste in ihrer Altersklasse in Finnland. 1973 wurde sie Vierte im Slalom beim Trofeo Topolino. Im März 1976 gewann sie alle drei Wettbewerbe bei der Nordischen Juniorenmeisterschaft im Ski Alpin (Kalle Anka Trofén) in Duved, Åre. Eine Woche später konnte sie sich über ihre ersten Meisterschaftsmedaillen in der Frauenkategorie freuen.
Die Slalom-Meisterschaft gewann Mustonen 1977 und 1978, die Meisterschaft im Riesenslalom 1978 und 1979, und in der Abfahrt 1979. Sie repräsentierte den Sportverein Ounasvaaran Hiihtoseura und gehörte seit 1976 zur finnischen alpinen Skimannschaft. Bei den Weltmeisterschaften 1978 in Garmisch-Partenkirchen war Mustonen die einzige Frau, die Finnland vertrat. In der Abfahrt erreichte sie den 40. und im Riesenslalom den 44. Platz. Im Slalom war sie im zweiten Durchgang ausgeschieden. Bei den offenen schwedischen Meisterschaften 1978 in Dundret, Gällivare, fuhr sie im Riesenslalom auf den dritten Platz, zudem wurde sie Vierte im Slalom.
In der Wahl zum besten Sportler des Jahres wurde Mustonen von den finnischen Sportjournalisten zum besten Skiläufer des Jahres 1977 und 1978 gekürt.
Sara Mustonen kam bei einem Skiunfall am Hintertuxer Gletscher in Österreich ums Leben. Als die finnische alpine Skimannschaft auf einer nicht gesicherten Piste trainierte, stürzte die 16-jährige Mustonen in eine Gletscherspalte und verunglückte tödlich.

## Erfolge

### Weltmeisterschaften
- Garmisch-Partenkirchen 1978: 40. Abfahrt, 44. Riesenslalom

### Junioreneuropameisterschaften
- Kranjska Gora 1977: 20. Abfahrt, 15. Slalom, 21. Riesenslalom

### Finnische Meisterschaften
- Mustonen gewann fünf finnische Meistertitel:
  - Abfahrt: 1979
  - Slalom: 1977, 1978
  - Riesenslalom: 1978, 1979